# Markó Péter
Markó Péter (Sárvár, 1953. április 12.) magyar szociológus, politikus, Vas megye közgyűlésének volt elnöke (1998-2006), a Nyugat-magyarországi Egyetem Savaria Egyetemi Központ címzetes főiskolai docense.
A szociológusi diplomáját 1985-ben szerezte az ELTE bölcsészettudományi karán.
Kultúraszervező tevékenységében meghatározó a képzőművészet, a zene és a néptánc értékeinek felmutatása, átörökítése.
Rendszeresen publikál a Vasi Szemle folyóiratban.

## Főbb publikációi
- "áron vett szabadság". Előadások, tanulmányok; Genius Savariensis Alapítvány, Szombathely, 2008
- 30 éves a Galeria Arcis. 1978-2008; szerk. Kondor János, Markó Péter; Nádasdy-vár Művelődési Központ és Könyvtár, Sárvár, 2008
- Modernizáció, racionalizálódás. Szociológiaelméleti előadások;Savaria University Press, Szombathely, 2008
- 30 éves a Sárvári Nemzetközi Folklórnapok. 1981-2010; szerk. Markó Péter; Nádasdy-vár Művelődési Központ és Könyvtár, Sárvár, 2010
- 30+4 éve zene a Nádasdy-várban; szerk. Markó Péter; Nádasdy-vár Művelődési Központ és Könyvtár, Sárvár, 2012
- A végességnél távolabbra. Egy kisvárosi életút; Genius Savariensis Alapítvány, Szombathely, 2013 (Genius loci)
- Napnyugati jövés-menés; Genius Savariensis Alapítvány, Szombathely, 2016 (Genius loci)''

1. 1 2  PIM-névtér. (Hozzáférés: 2023. október 8.)